# Conus barbadensis
Conus barbadensis é uma espécie de gastrópode do gênero Conus, pertencente a família Conidae.